# Скаткин, Лев Николаевич

## Биография
Родился в 1893 г. в семье земского врача. Среднее образование получил в Московской 8-й гимназии, которую окончил в 1912 г. В 1908 году стал давать уроки. В 1912 году поступил и в 1917 г. окончил философское отделение историко-филологического факультета Московского университета. С 1915 г. начал работать в учреждениях по дошкольному и внешкольному воспитанию детей Союза обществ попечения о детях г. Москвы, где познакомился с педагогом-новатором С. Т. Шацким. С 1919 г. работал учителем в возглавляемой С. Т. Шацким Первой опытной станции по народному образованию Наркомпроса РСФСР. После ликвидации станции Л. Н. Скаткин заведовал педагогическим кабинетом Октябрьского районного отдела народного образования Москвы, работал школьным инспектором-методистом Наркомпроса РСФСР.
Участник Великой Отечественной войны. Возвратившись в 1945 г. в Москву, Лев Николаевич работал сначала заведующим методическим кабинетом, а затем заведующим кафедрой начальной школы Московского городского института усовершенствования учителей, вёл большую организационную и методическую работу по повышению квалификации учителей начальных классов, организовывал курсы, семинары, кружки, читал лекции, публиковал пособия, разрабатывал дидактические материалы.
В октябре 1948 г. Лев Николаевич успешно защитил кандидатскую диссертацию, а через десять лет, в 1958 г., ему было присвоено ученое звание доцента. С начала 1951 г. Л. Н. Скаткин работал доцентом, а затем вплоть до ухода на пенсию заведующим кафедрой методики начального обучения педагогического факультета МГПИ имени В. И. Ленина.
Он разрабатывал учебные планы и программы для подготовки учителей начальных классов с высшим образованием, читал лекции для студентов и на курсах повышения квалификации учителей, руководил аспирантами, консультировал коллег из других институтов, не переставая уделять повседневное внимание сплочению и общему теоретическому, методическому росту коллектива преподавателей и аспирантов созданной им кафедры.
Большой, неоценимый вклад внес Лев Николаевич в разработку и пропаганду педагогических идей своего учителя С. Т. Шацкого — принимал деятельное участие в изучении и популяризации его педагогических идей, в редактировании его произведений, писал статьи о нем, выступал с лекциями и докладами.
Без малого 200 работ опубликовано Л. Н. Скаткиным за 60 лет. Это и статьи в журналах и сборниках (в том числе статьи в Большой советской энциклопедии), и монографии «Обучение решению простых арифметических задач», «Вопросы обучения решению составных арифметических задач», «Обучение детей и обязанности родителей», и пособия для учителей и студентов педагогических факультетов, и дидактические материалы для учащихся начальных классов, и многочисленные сборники, обобщающие и пропагандирующие опыт передовых учителей начальных классов.

## Семья
Правнук Семёна Егоровича Раича и Павла Михайловича Строева.
Брат Михаила Николаевича Скаткина
Дедушка Татьяны Гелиевны Ховановой
Первая жена Жукова Александра Ивановна (до 1900—1919)
Вторая жена Евгения Алексеевна Соколова (28 декабря 1900 — 4 июня 1974) — педагог, биолог, трудовую деятельность начинала в Первой опытной станции по народному образованию Наркомпроса РСФСР под руководством известного советского педагога С. Т. Шацкого. Заслуженный учитель РСФСР, кандидат педагогических наук, награждена орденом Трудового Красного Знамени.

### Дети
Андрей Львович Скаткин (1919-9.12.1942) -сын от первого брака, погиб под Сталинградом.
Дочь Инна Львовна Скаткина (29.07.1926 — 2017) — выпускница института народного хозяйства имени Плеханова. Долгое время преподавала аналитическую химию в военной академии химической защиты.
Дочь Нонна Львовна Волдочинская (Скаткина) (02.04.1929 — 30.05.2014)- после окончания Московского городского педагогического института имени В. П. Потёмкина преподавала математику и физику в школах г. Воронежа.
Сын Валерий Львович Скаткин (род. 13.07.1937) — пенсионер, живёт в Москве.

## Награды
Медаль "За победу над Германией в Великой Отечественной войне (09.05.1945)
Орден Трудового Красного Знамени (04.09.1950)
Медаль «В память 800-летия Москвы» (14.07.1948)
Медаль «Двадцать лет победы в Великой Отечественной войне» (21.02.1966)
Медаль «За доблестный труд в ознаменование 100-летия со дня рождения В. И. Ленина» (01,04.1970)
Знак «Отличник народного просвещения» (03.06.1950)
Медаль К. Д. Ушинского министерства просвещения РСФСР (25.05.1963)